# Massey Sound
Der Massey Sound ist eine natürliche Wasserstraße durch den Kanadischen Arktischen Archipel in Qikiqtaaluk, Nunavut, Kanada. Er trennt die Insel Amund Ringnes (im Westen) von der Insel Axel Heiberg (im Osten). Im Norden mündet der Sund in den Peary Channel und im Süden in die Norwegian Bay. Haig-Thomas Island liegt im Sund.